# Philenora aroa
Philenora aroa är en fjärilsart som beskrevs av Bethune-Baker 1904. Philenora aroa ingår i släktet Philenora och familjen björnspinnare. Inga underarter finns listade i Catalogue of Life.